# Маль, Фредерик
Пьер Фредерик Серж Луи Жак Маль (17 июля 1962, Булонь-Бийанкур) — французский предприниматель, основатель парфюмерного дома «Editions de Parfum Frédéric Malle».

## Биография
Фредерик Маль родился в Булонь-Бийанкуре. Его дед по материнской линии Серж Хефтлер-Луиш — один из основателей Parfums Christian Dior наряду с Марселем Буссаком и Кристианом Диором. Его мать Мари Кристин Хефтлер-Луиш была директором по развитию в Parfums Christian Dior. Отец Жан Франсуа Маль был инвестиционным банкиром и первым продюсером своего брата — знаменитого французского режиссёра Луи Маля.
Фредерик рос в Парижской квартире по адресу №8, rue de Courty, в бывшей квартире семьи Жан-Поль Герлена (VII округ Парижа).
Посещал Нью-Йоркский Университет, где изучал историю искусств и экономику. До основания собственной фирмы работал во многих сферах, непосредственно связанных с созданием ароматов, в таких как реклама, маркетинг, фотография.
В 1988 году был приглашен в качестве ассистента парфюмера Жана Амика в престижную парфюмерную лабораторию Roure Bertrand Dupont. Это дало ему возможность изучить различные ингредиенты и подробный процесс создания парфюма. В 1994 году он стал бизнес-партнером Марка Бирли в новой парфюмерной компании Mark Birley for Men. Также к тому времени он был консультантом в Hermès и Christian Lacroix.

## Éditions de Parfums Frédéric Malle
Имея богатый опыт работы в области рекламы и парфюмерии, Фредерик Маль приходит к выводу, что рынок парфюмерии стал массовым и в нем нет места свободе и вкусу к деталям, к чему он так стремился. Так появилась идея создавать ароматы, как уникальное произведение искусства, и производить их, как выпускают романы, картины. Фредерик Маль начал работу с парфюмерами, где его роль сродни роли редактора, который сопровождает каждого создателя ароматов на их пути.
Также Маль хотел открыть миру непосредственных создателей ароматов, тем самым отдав честь людям, стоящим за кулисами творчества парфюмерии. Поэтому он решил размещать имя парфюмера, создавшего аромат, на флаконе и коробке. Это стало, по мнению парфюмерного критика Чандлера Берра, революционным нововведением в мире парфюма.
В 2000 году в Париже был открыт первый магазин Éditions de Parfums Frédéric Malle, где были представлены девять ароматов, среди которых был Le Parfum de Thérèse. Этот аромат был создан в 1950-х годах знаменитым французским парфюмером Эдмондом Рудницка, он посвятил его своей жене Терезе — единственной обладательнице этого парфюма. После смерти Рудницка его жена обратилась к Фредерику Малю, предоставив ему формулу аромата, чтобы он включил его в свою коллекцию, тем самым увековечив память парфюмера. Самые популярные ароматы Éditions de Parfums Frédéric Malle на сегодняшний день - это Portrait of a Lady, Carnal Flower, Musc Ravageur, French Lover, The Night и L'Eau d'Hiver.
В январе 2015 года Editions de Frédéric Malle был продан Estée Lauder.

## Ароматы
- Musc Ravageur — Maurice Roucel (2000)
- Une Fleur de Cassie — Dominique Ropion (2000)
- Le Parfum de Thérèse — Edmond Roudnitska (2000)
- Noir Épices — Michel Roudnitska (2000)
- En Passant — Olivia Giacobetti (2000)
- Lipstick Rose — Ralf Schwieger (2000)
- Lys Méditerranée — Édouard Fléchier (2000)
- Iris Poudre — Pierre Bourdon (2000)
- Angéliques sous la Pluie — Jean-Claude Ellena (2000)
- Cologne Bigarade — Jean-Claude Ellena (2001)
- Bigarade Concentrée — Jean-Claude Ellena (2002)
- Vétiver Extraordinaire — Dominique Ropion (2002)
- Une Rose — Édouard Fléchier (2003)
- L’Eau d’Hiver — Jean-Claude Ellena (2003)
- Carnal Flower — Dominique Ropion (2005)
- French Lover — Pierre Bourdon (2007)
- Outrageous! — Sophia Grosjman (2007)
- Dans Tes Bras — Maurice Roucel (2008)
- Géranium pour Monsieur — Dominique Ropion (2009)
- Portrait of a Lady — Dominique Ropion (2010)
- Dries Van Noten — Bruno Jovanovic (2013)
- Eau De Magnolia — Carlos Benaim (2014)
- Cologne Indélébile — Dominique Ropion (2015)
- The Night — Dominique Ropion (2016)
- Monsieur — Bruno Jovanovic (2016)
- Superstitious — Dominique Ropion (2016)
- Outrageous! Limited Edition — Sophia Grosjam (2017)
- Sale Gosse — Fanny Bal (2017)
- Promise — Dominique Ropion (2017)
- Music For A While — Carlos Benaïm (2018)
- Rose & Cuir — Jean-Claude Ellena (2019)